# Nitrilium
Un ion nitrilium est un composé organique pourvu d'un groupe fonctionnel nitrile protoné [RCNH]+, ou alkylé [RCNR′]+.
Les nitriles ne sont que faiblement basiques et faiblement nucléophiles, mais ils attaquent les électrophiles très réactifs tels que les carbocations. 
Les sels de nitrilium peuvent être préparés en faisant réagir des nitriles avec des sels de trialkyloxonium. Les ions nitrilium ainsi formés peuvent ensuite être réduits en amines secondaires avec du borohydrure de sodium NaBH4 dans du diglyme CH3O–CH2CH2–O–CH2CH2–OCH3. C'est une voie pratique pour conduire aux amines secondaires de la forme RCH2–NH–R’.
Les ions nitrilium sont considérés comme intermédiaires de l'hydrolyse des nitriles, du réarrangement de Beckmann, de la cyclisation Friedel-Crafts des amines en isoquinoléine, de la réaction de Schmidt (en) avec les cétones, ainsi que des réactions d'Ugi, de Ritter et de Passerini.